# Sant Feliu Fest
Sant Feliu Fest és un festival de música independent i do it yourself organitzat per l'Atzavara Club a Sant Feliu de Guíxols d'ençà l'any 1997, anomenat al començament Sant Feliu Hardcore Fest atesa la seva relació amb la música hardcore punk i les seves variants: hardcore melòdic, post-hardcore, screamo, grindcore o math rock. El 2004 va perdre l'etiqueta exclusiva de hardcore en obrir-se a altres estils com l'indie pop.
A partir de l'any 1999, a cada edició es va distribuir una fanzín que s'editava per a l'ocasió anomenat Green Onions que contenia informació sobre tots els grups que hi actuaven i altres notícies relacionades amb el festival i l'Atzavara Club.
Al festival hi han actuat grups internacionals com Randy, The Blood Brothers, Celeste, Unsane, Lungfish, The Ocean Planes Mistaken For Stars, Arkangel, Kepone o The Van Pelt, entre d'altres; així com grups locals com Zeidun, Standstill, No More Lies, Aina, Lisabö, Xmilk, Hurricäde, Hopeful, Based on a Lie o The Unfinished Sympathy.